# Trofeo Edil C
De Trofeo Edil C is een voormalige wielerwedstrijd die vanaf 2008 tot 2019 jaarlijks werd verreden in Italië rondom Collecchio. Sinds 2009 maakte de wedstrijd deel uit van de UCI Europe Tour, in de categorie 1.2. De laatste editie vond plaats in 2019. Alle edities zijn gewonnen door Italiaanse wielrenners.